# Kootenai National Forest

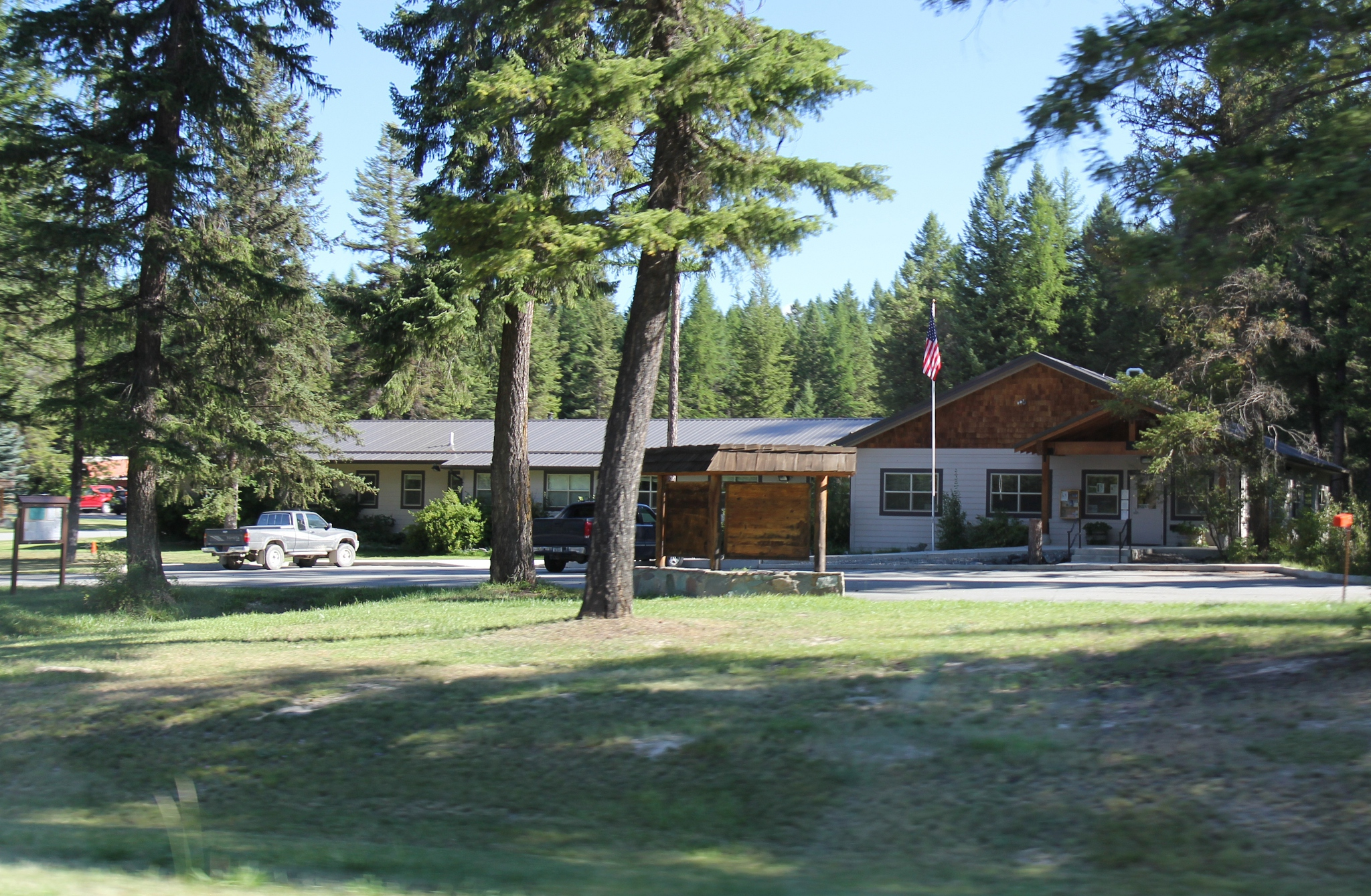
Murphy Lake Ranger Station im Kootenai National Forest (2013)

Der Kootenai National Forest ist ein Nationalforst im Nordwesten des US-Bundesstaates Montana, der an der Grenze zu Kanada liegt und bis in den Bundesstaat Idaho hineinreicht. Der Kootenai National Forest wird vom United States Forest Service von Libby aus verwaltet.
Das 1907 ausgewiesene Waldgebiet bedeckt eine Fläche von 8902 km² und erstreckt sich über die Countys Lincoln, Flathead und Sanders in Montana, sowie Bonner und Boundary County in Idaho. Es beherbergt zwei größere Flüsse, den Kootenay River und den Clark Fork, sowie den Stausee Lake Koocanusa. 
Der Kootenai National Forest wurde benannt nach dem Volk der Kutenai, einem nordamerikanischen Indianerstamm, der an der heutigen Grenze zwischen den USA und Kanada lebt.